# علي بن حسين بن مسلم

الشيخ علي بن حسين بن مسلم المستشار في الديوان الملكي السعودي ولد في قرية الجربة بالقرب من مدينة الأخدود التاريخية في العام الهجري 1359 ،وينحدر بن مسلم من قبيلة آل دويس من قبائل يام، في نجران.

## سيرته
يعد أحد رجالات الدولة الذين اعتمد عليهم الملك فهد بن عبد العزيز في حل قضايا وشؤون القبائل السعودية. وقد تدرج بن مسلم في سلك الوظيفة داخل أجهزة الدولة حيث بدأ حياته في امارة نجران موظفاً إبان إدارة خالد السديري، حتى تسلم منصب مدير عام الإمارة وهو ما يعادل اليوم وكيل الإمارة المساعد قبل ان يعين عضواً في اللجنة الخاصة بمجلس الوزراء، إلى ان تم تعيينه مستشاراً في الديوان الملكي بالمرتبة الممتازة ثم بمرتبة وزير وجدد له عدة مرات. واشتهر بن مسلم كأحد الشخصيات الفاعلة في لجنة التنسيق السعودية ـ اليمنية منذ نشأتها الأولى، كما يذكر له سعيه في الخدمات التي اسداها لمنطقة نجران، وخاصة في مجال الخدمة الاجتماعية ومساعدة المعوزين هناك.

### أبناؤه
له ١١ أبناء هم:
•الدكتور مسلم 
- المهندس محمد
- إبراهيم
- عبد العزيز
- سلطان
- فيصل
- ماجد
- حسين
- منصور
- فهد
- خالد

## وفاته
توفي في (11 يونيو 2004) في جنيف بسويسرا عن عمر يناهز الـ67 عاماودفن في مسقط رأسه بمدينة نجران بعد أن أوصى بدفنه فيها.

## المصدر والمرجع
http://archive.aawsat.com/details.asp?section=4&article=238795&issueno=9327#.Vjv6mdKrToy